# شون أودونيل
شون أودونيل هو لاعب هوكي الجليد كندي، ولد في 13 أكتوبر 1971 في أوتاوا في كندا.

## وصلات خارجية
- شون أودونيل على موقع دوري الهوكي الوطني (الإنجليزية)
- شون أودونيل على موقع قاعة مشاهير الهوكي (لاعب أن.إتش.أل) (الإنجليزية)
- شون أودونيل على موقع EliteProspects.com (الإنجليزية)
- شون أودونيل على موقع HockeyDB.com (الإنجليزية)
- شون أودونيل على موقع Hockey-Reference.com (الإنجليزية)